# Marondera
Marondera (până în 1982 cunoscut sub numele de Marandellas) este un oraș situat în partea de nord-est a statului Zimbabwe, la o distanță de 72 km est de Harare. Este reședința provinciei Mashonaland East. La recensământul din 2002 avea o populație de 51.847 locuitori.